# Брамше
Брамше (њем. Bramsche) град је у њемачкој савезној држави Доња Саксонија. Једно је од 34 општинска средишта округа Оснабрик. Према процјени из 2010. у граду је живјело 31.152 становника. Посједује регионалну шифру (AGS) 3459014.

## Географски и демографски подаци
Брамше се налази у савезној држави Доња Саксонија у округу Оснабрик. Град се налази на надморској висини од 44-157 метара. Површина општине износи 183,3 km². У самом граду је, према процјени из 2010. године, живјело 31.152 становника. Просјечна густина становништва износи 170 становника/km².

## Међународна сарадња
| Мјесто    | Држава               | Врста сарадње | Од    |
| --------- | -------------------- | ------------- | ----- |
| Ранана    | Израел               | партнерство   | 1978. |
| Тодморден | Уједињено Краљевство | партнерство   | 1978. |
|           | Француска            | партнерство   | 1979. |
| Извор     |                      |               |       |